# Josep Amat Cerdán
Josep Amat Cerdán, conegut com a Pepico Amat, (Elda, 10 de novembre de 1917 - Elda, 23 de desembre de 1994) fou un futbolista i entrenador de futbol i handbol valencià.

## Trajectòria
Des dels 16 anys començà a jugar com a porter al CD Eldenc. El 1940 fitxà per l'Hèrcules d'Alacant però immediatament ingressà al RCD Espanyol amb caràcter provisional, per a suplir unes lesions puntuals. Va disputar els tres primers partits de lliga, però després passà a la suplència davant la competència d'Albert Martorell i Josep Trias.
Un cop retirat fou entrenador de futbol i handbol. Va entrenar al CD Eldenc durant els anys 1950 en diverses etapes, dues d'elles a Segona Divisió (1956-57, 1958-59). Pel que fa a l'handbol va dirigir el Club Balonmano Pizarro, al que ascendí a Divisió d'Honor, al CB Petrel i al CB CEE.

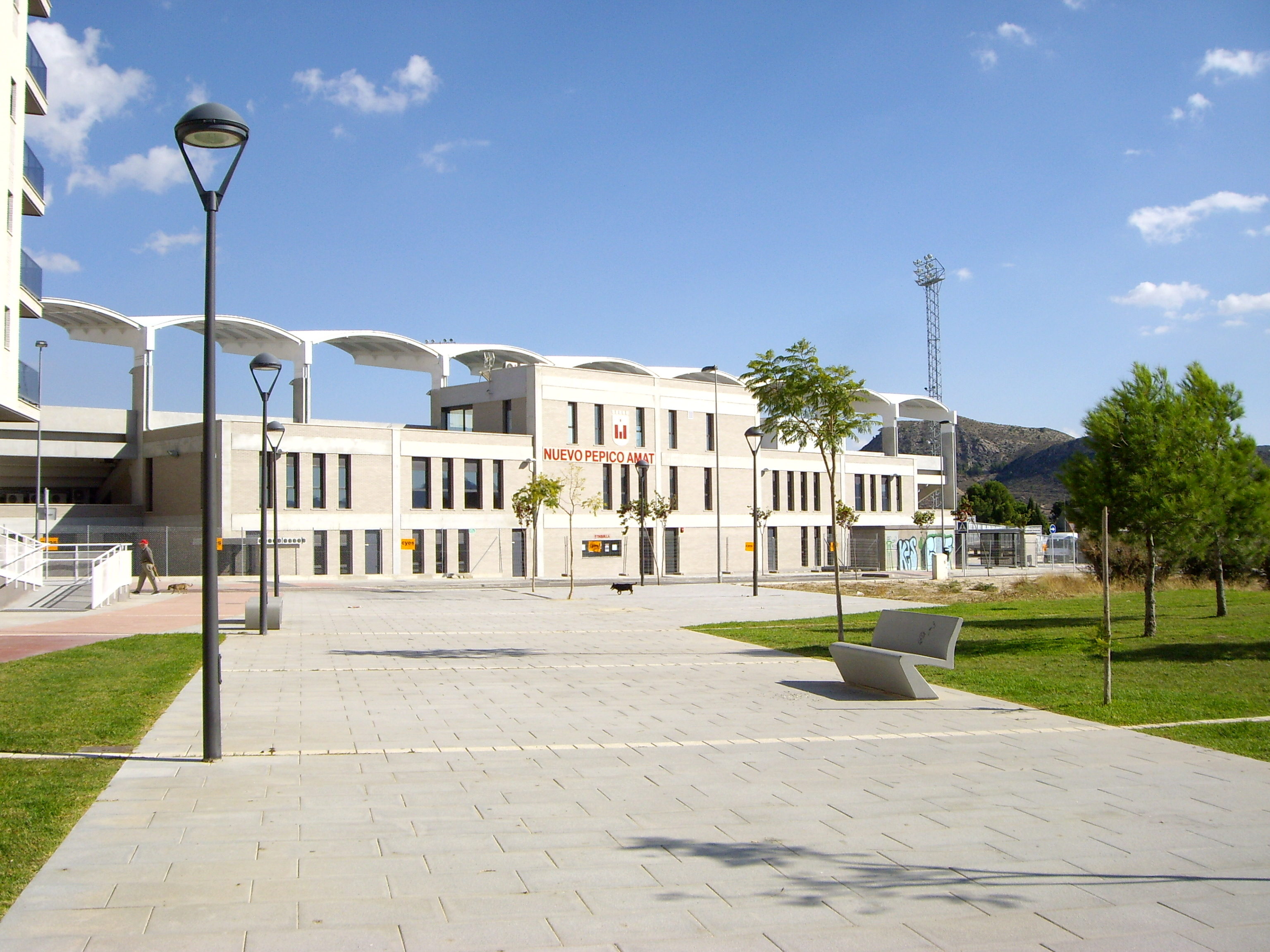
Façana principal del Nou Estadi Pepico Amat.

El 1994, després de la seva mort, s'atorgà el seu nom al camp de futbol d'Elda. L'any 2012 s'inaugurà el nou estadi que també duu el seu nom.